# Jana Juricová
Jana Juricová (* 8. Dezember 1987 in Piešťany, Tschechoslowakei) ist eine ehemalige slowakische Tennisspielerin. Sie hatte einen Einsatz für die slowakische Fed-Cup-Mannschaft.

## Leben
Die in Piešťany geborene Jana Juricová debütierte mittels einer Wildcard des Veranstalters beim ITF-$10.000-Turnier im slowakischen Prešov, welches zwischen dem 8. und 14. September 2003 ausgetragen wurde, auf dem ITF Women’s Circuit. Nachdem sie die erste Runde hatte gewinnen können, schied sie gegen die Polin Karolina Kosińska in der zweiten Runde aus. Zwei Jahre später konnte sie ihre ersten Titel auf dem ITF Women’s Circuit gewinnen. Mit ihrer Landsfrau Lenka Broošová startete sie beim ITF-$10.000-Turnier im portugiesischen Montechoro im Doppel und konnten dort gemeinsam am 7. Februar 2005 das französische Doppel bestehend aus Émilie Bacquet und Anaïs Laurendon besiegen. Beim ITF-$10.000-Turnier im italienischen Torre del Greco konnte sie mit ihrer deutschen Partnerin Maraike Biglmaier ihren zweiten und letzten ITF-Titel im Doppel gewinnen. Zudem erreichte sie bei diesem Turnier auch im Einzel das Finale, wo sie sich der Italienerin Corinna Dentoni geschlagen geben musste. Bei dem darauffolgenden ITF-$10.000-Turnier im italienischen Ciampino erreichte sie erneut das Finale und konnte sich am 19. September 2005 gegen die Italienerin Emily Stellato ihren ersten und einzigen ITF-Titel im Einzel sichern.
Im Jahr 2007 wurde sie für die Partie gegen Serbien in die slowakische Fed-Cup-Mannschaft berufen und wurde dort zusammen mit Janette Husárová im Doppel eingesetzt. Gegen das serbische Duo bestehend aus Ana Jovanović und Ana Timotić gelang den beiden ein 2:0-Sieg. Dieses Spiel war der letzte Auftritt im Doppel von Jana Juricová auf internationalen Niveau. Zwischen 2008 und 2011 besuchte sie die University of California, Berkeley, wodurch sie in dieser Zeit nicht an Wettbewerben der ITF teilnahm, und studierte dort Volkswirtschaftslehre. Sie spielte aber für die Sportabteilung der Universität Tennis und im Jahr 2011 wurde sie mit dem Honda Sports Award ausgezeichnet. Nach ihrem Universitätsabschluss kehrte sie für zwei Turniere auf die Tennistour zurück. Für die Qualifikation des WTA-Turniers Bank of the West Classic 2012 erhielt sie vom Veranstalter eine Wildcard und konnte sich über die Qualifikation für das Turnier qualifizierten. Dort schied sie in der ersten Runde gegen die Neuseeländerin Marina Eraković aus. Ihr letztes internationales Turnier absolvierte sie ein Jahr später beim ITF-$25.000-Turnier im US-amerikanischen Rancho Mirage, wo sie sich über die Qualifikation für das Hauptfeld qualifizierte und dort in der ersten Runde der deutschen Nicola Geuer unterlag.

## Erfolge

### Einzel
| Nr. | Datum              | Wettbewerb | Kategorie   | Belag | Gegnerin       | Ergebnis |
| --- | ------------------ | ---------- | ----------- | ----- | -------------- | -------- |
| 1.  | 19. September 2005 | Ciampino   | ITF $10.000 | Sand  | Emily Stellato | 6:2, 6:2 |

### Doppel
| Nr. | Datum              | Wettbewerb      | Kategorie   | Belag     | Partnerin         | Gegnerinnen                         | Ergebnis      |
| --- | ------------------ | --------------- | ----------- | --------- | ----------------- | ----------------------------------- | ------------- |
| 1.  | 7. Februar 2005    | Montechoro      | ITF $10.000 | Hartplatz | Lenka Broošová    | Émilie Bacquet Anaïs Laurendon      | 6:4, 2:6, 6:2 |
| 2.  | 12. September 2005 | Torre del Greco | ITF $10.000 | Sand      | Maraike Biglmaier | Stefanie Haidner Valentina Sulpizio | 6:2, 4:6, 6:3 |